# Geikie River
Geikie River är ett vattendrag i Kanada.   Det ligger i provinsen Saskatchewan, i den centrala delen av landet, 2 400 km nordväst om huvudstaden Ottawa.
Trakten runt Geikie River är nära nog obefolkad, med mindre än två invånare per kvadratkilometer.